# إمارة أفغانستان
إمارة أفغانستان (بالبشتوية: د أفغانستان امارت) هي إمارة كانت تقع بين وسط وجنوب آسيا، والتي هي اليوم نفسها دولة أفغانستان. خلفت هذه الإمارة الدولة الدرانية بعد أن ظفر بالحكم مؤسس السلالة الباركزائية في كابل، وهو دوست محمد خان.
لقد هيمنت المنافسة بين الإمبراطورية الروسية والإمبراطورية البريطانية على آسيا الوسطى على تاريخ هذه الإمارة، وقد تميزت هذه الفترة بتوسع المصالح الأوربية الإستعمارية إلى جنوب آسيا أيضًا. خاضت إمارة أفغانستان حرب مستمرة مع الإمبراطورية السيخية، والتي أدت إلى غزو القوات الهندية التي تقودها بريطانيا للأراضي الأفغانية، حيث هُزم الأفغان بشكل كامل في معركة كابول عام 1842، ولكن دون تحقيق جميع أهداف القوات الغازية. إلا أن بريطانيا هزمت الأفغان مرة أخرى في الحرب الإنجليزية الأفغانية الثانية التي جرت في قندهار، والتي تولت بموجبها علاقات أفغانستان الخارجية، حتى استعادها الأمير أمان الله خان عام 1919 بعد توقيع المعاهدة الإنجليزية الأفغانية التي تلت الحرب الإتجليزية الأفغانية الثالثة.

## وصلات خارجية
- الحروب الأنجلو أفغانية